# Ksar Ait Khardi
Ksar Ait Khardi (en arabe : قصر آيت خردي) est un village fortifié dans la province de Zagora, région de Draa-Tafilalet au sud-est du Maroc .